# Erik Wetterer
Erik Wetterer (* 25. Januar 1909 in Mannheim; † 1990) war ein deutscher Physiologe auf dem Gebiet der Herz- und Kreislaufforschung.

## Leben und Wirken
Erik Wetterer studierte in Heidelberg Medizin und trat noch als Student am 1. Mai 1933 in die NSDAP ein, gleichzeitig in die SS, der er aber offenbar nur bis 1934 angehörte. Ab 1934 war er Assistent bei Philipp Broemser in München. Wetterer promovierte 1935 in München mit der Arbeit Versuche zur Kreislaufdynamik habilitierte 1939 ebendort mit der Schrift Quantitative Beziehungen zwischen Stromstärke und Druck im natürlichen Kreislaufphysiologe bei zeitlich variabler Elastizität des arteriellen Windkessels. 1940 erhielt er an der Ludwig-Maximilians-Universität München einen Lehrauftrag für Physik für Zahnmediziner. 1964 erhielt er eine ordentliche Professur an der Universität Erlangen. 1968 erschien das gemeinsam mit Thomas Kenner verfasste Lehrbuch Grundlagen der Dynamik des Arterienpulses. Wetterer konstruierte verschiedene Apparate zur Kreislaufmessung, darunter 1937 das elektromagnetische Flowmeter („Induktions-Tachograph“) und 1953 das Kathetertipmanometer.
1973/74 war Wetterer Vorsitzender der Deutschen Gesellschaft für Kardiologie. 1977 fand ein Symposion zu seinen Ehren statt. Die Festschrift erschien 1978 im Springer-Verlag: The arterial system : dynamics, control theory and regulation. Ebenfalls 1977 wurde Wetterer Ehrenmitglied der Deutschen Physiologische Gesellschaft, 1982 erhielt er die Carl-Ludwig-Ehrenmedaille der Deutschen Gesellschaft für Kardiologie und 1983 wurde er Ehrenmitglied der Österreichischen Gesellschaft für Biomedizinische Technik.
Wetterers Arbeiten werden auch mehr als dreißig Jahre nach seinem Tod noch zitiert. Laut Datenbank Scopus, die Zitationen überwiegend erst aus der Zeit nach den 1970er Jahren erfasst, hat Wetterer einen h-Index von 8 (Stand Oktober 2022).
Erik Wetterer war seit 1948 mit Erna Wetterer verheiratet.